# 陳源湛
陳源湛（16世紀—17世紀），字體泉，福建延平府永安縣人，明朝政治人物。

## 生平
陳源湛年輕時已經有名聲，由恩貢入京，跟隨孫繼皐、葉向高學習，萬曆元年（1573年）中應天鄉試舉人，授和平知縣，清理冤獄、興學作人，又用計殲滅流寇江月照、葉英，論功時卻被掩蓋事蹟，調高州通判，轉梧州通判，署理府事入覲，改任馬龍同知辭官，回鄉後倣效李綱、鄧肅開鑿桃源洞，廣東士民請讓他祀名宦，而縣內人士也傾慕其孝友，亦請入祀學宮，著有《四禮》、《四箴》、《奇門》等書。

## 引用
1. 1 2  道光《永安縣志·卷九·人物》：陳源湛，字體泉，弱冠有文名，由恩貢入京，日與孫栢潭、葉臺山二公遊而聆其緖論，恍然曰：「吾嚮之所矜為赤幟者秪敝帚耳。」洗滌一新，癸酉獲雋南闈，任廣東和平縣，理幽雪冤、興學作人多善政，巨寇江月照、葉英負險肆毒騷動三省，公計誘而殲之，敘岑功當上，上有攘而蔽之，者僅得高州府判，再轉梧州府判，署府篆入覲抱病歸，廣士民請祀名宦，邑人士慕其孝友，亦請祀學宮，刊所著《四禮》、《四箴》、《奇門》等書行於世。
2. ↑  光緒《高州府志·卷二十五·宦績傳》：陳源湛，字體泉，永安人，領萬厯癸酉南闈鄉薦，授和平令，巨寇江月照、葉英亂，源湛計殲之，後敘功有蔽之者，授高州判。 福建志
3. ↑  同治《延平府志·卷二十八·人物三》：陳源湛，字體泉，永安人，弱冠有文名，由恩貢登癸酉科南闈鄉試，授和平令，理幽雪滯、興學作士多善政，巨寇江月照、葉英負險為亂，騷動三省，已廑宸憂，湛計殲之，敘功當上賞，有攘而蔽之者，高梧二州判署府篆，入覲告病歸，倣李忠定、鄧栟櫚故蹟另闢一洞，顏曰「桃源」，讀書其中，往來遊屐不絕至，今成勝概，所著《四禮》、《四箴》、《奇門》等書行世。